# Raquel Fernandes
Raquel Fernandes dos Santos, née le 21 mars 1991, est une footballeuse internationale brésilienne qui a représenté la Sélection du Brésil dans deux Coupes du monde, deux Copas América, aux Jeux olympiques d'été de Rio de Janeiro, aux Jeux panaméricains en 2016 et à la Coupe du monde de football des moins de 17 ans. Elle joue au poste d'attaquante, au sein du club portugais du Sporting.

## Biographie

### En club
Raquel Fernandes joue au football depuis qu'elle est enfant. Elle commence à jouer dans une équipe à l'âge de 13 ans. A 15 ans, elle se forme au Clube Atlético Mineiro et commence sa carrière professionnelle au sein du Rio Preto à São José do Rio Preto. Elle rejoint ensuite la Ferroviária club de la ville d'Araraquara, club pour lequel elle marque dix-neuf buts en deux saisons. Et fini meilleur buteuse du Campeonato Paulista 2013. Elle y devient une des meilleures attaquantes du Brésil et contribue de manière significative à remporter le championnat national et la coupe lors de la saison 2014. Le 16 octobre 2014, elle marque huit buts fa au Pinheirense EC. En 2015, elle rejoint le Botafogo FC dans l'État de Paraíba
En janvier 2016, elle quitte le Brésil pour rejoindre le club chinois du Changchun Zhuoyue avec ses compatriotes Darlene de Souza et Rafaelle Souza.
Après cet intermède chinois, elle retourne à la Ferroviária. Puis en octobre 2017, elle est prêtée au Corinthians à l'occasion de la Copa Libertadores. Fin 2018, Raquel Fernandes fait quelques apparitions pour l'EC Iranduba afin de participer une nouvelle fois à la Copa Libertadores. 
Fin décembre 2018, elle quitte le Brésil pour rejoindre l'Espagne et le club du SC Huelva, où elle termine la saison, participant à quinze rencontres et marquant deux buts.
Le 26 juillet 2019, elle signe au Sporting Lisbonne au Portugal.

### En sélection nationale
Alors joueuse de Atlético Mineiro, elle représente la sélection du Brésil U17, avec qui elle devient vice championne du Sudaméricano Sub17, ce qui qualifie les jeunes brésiliennes pour la première Coupe du Monde Féminine U-17 en Nouvelle-Zélande. Elle rentre dans l'histoire du football féminin brésilien en étant la première brésilienne à marquer un but dans cette compétition. Néanmoins la seleção U17 est éliminée dès la phase de groupe.
Raquel Fernandes revêt pour la première fois, le maillot de la seleção A, le 22 août 2013 lors de la Coupe du Valais 2013 en Suisse, mais elle n'est pas utilisée. Sa première "cape' à finalement lieu, lors d'un match amical contre les USA (défaite 1-4), le 10 novembre 2013. En février 2015, Raquel Fernandes participe à un programme de 18 mois destiné à préparer l'équipe nationale du Brésil à la Coupe du Monde Féminine 2015 au Canada et aux Jeux olympiques de Rio 2016. À la Coupe du Monde, elle dispute chacun des quatre matchs de phase de groupe du Brésil, marquant le but victorieux  face au Costa Rica. Après la défaite 1-0 du Brésil en huitièmes de finales contre l'Australie, elle reste au Canada afin de participer aux Jeux panaméricains avec la sélection brésilienne en remplacement de Marta.

## Statistiques

### En club
| Saison                | Club                  | Championnat                                 | Championnat | Championnat | Coupe(s) nationale(s) | Coupe(s) nationale(s) | Compétition(s) continentale(s) | Compétition(s) continentale(s) | Compétition(s) continentale(s) | Sélection | Sélection | Sélection | Total | Total |
| Saison                | Club                  | Division                                    | M.          | B.          | M.                    | B.                    | Comp.                          | M.                             | B.                             | Équipe    | M.        | B.        | M.    | B.    |
| 2009                  | Rio Preto             | -                                           | 0           | 0           | 0                     | 0                     | -                              | 0                              | 0                              | -         | 0         | 0         | 0     | 0     |
| Sous-total            | Sous-total            | Sous-total                                  | 0           | 0           | 0                     | 0                     | -                              | 0                              | 0                              | -         | 0         | 0         | 0     | 0     |
| 2009                  | Atlético Mineiro      | Campeonato Mineiro                          | 0           | 0           | 0                     | 0                     | -                              | 0                              | 0                              | -         | 0         | 0         | 0     | 0     |
| Sous-total            | Sous-total            | Sous-total                                  | 0           | 0           | 0                     | 0                     | -                              | 0                              | 0                              | -         | 0         | 0         | 0     | 0     |
| 2010                  | Ferroviária           | Campeonato Paulista                         | 0           | 13          | 0                     | 0                     | -                              | 0                              | 0                              | -         | 0         | 0         | 0     | 13    |
| 2011                  | Ferroviária           | Campeonato Paulista                         | 0           | 6           | 0                     | 0                     | -                              | 0                              | 0                              | -         | 0         | 0         | 0     | 6     |
| 2012                  | Ferroviária           | Campeonato Paulista                         | 0           | 4           | 0                     | 0                     | -                              | 0                              | 0                              | -         | 0         | 0         | 0     | 4     |
| 2013                  | Ferroviária           | Campeonato Paulista                         | 0           | 22          | 0                     | 0                     | -                              | 0                              | 0                              | A         | 1         | 0         | 1     | 22    |
| 2014                  | Ferroviária           | Campeonato Brasileiro                       | 12          | 17          | 0                     | 0                     | -                              | 0                              | 0                              | A         | 6         | 3         | 18    | 20    |
| 2015                  | Ferroviária           | Campeonato Brasileiro                       | 0           | 0           | 0                     | 0                     | -                              | 0                              | 0                              | A         | 10        | 2         | 10    | 2     |
| Sous-total            | Sous-total            | Sous-total                                  | 12          | 62          | 0                     | 0                     | -                              | 0                              | 0                              | -         | 17        | 5         | 29    | 67    |
| 2015                  | Botafogo              | Campeonato Brasileiro                       | 6           | 1           | 0                     | 0                     | -                              | 0                              | 0                              | A         | 1         | 1         | 7     | 2     |
| Sous-total            | Sous-total            | Sous-total                                  | 6           | 1           | 0                     | 0                     | -                              | 0                              | 0                              | -         | 1         | 1         | 7     | 2     |
| 2016                  | Ferroviária           | Campeonato Brasileiro                       | 0           | 0           | 0                     | 0                     | Libertadores                   | 3                              | 1                              | A         | 5         | 1         | 8     | 2     |
| Sous-total            | Sous-total            | Sous-total                                  | 0           | 0           | 0                     | 0                     | -                              | 3                              | 1                              | -         | 5         | 1         | 8     | 2     |
| 2016                  | Changchun Zhuoyue     | CWSL                                        | 0           | 0           | 0                     | 0                     | -                              | 0                              | 0                              | A         | 4         | 1         | 4     | 1     |
| Sous-total            | Sous-total            | Sous-total                                  | 0           | 0           | 0                     | 0                     | -                              | 0                              | 0                              | -         | 4         | 1         | 4     | 1     |
| 2017                  | Ferroviária           | Campeonato Paulista & Campeonato Brasileiro | 17          | 19          | 0                     | 0                     | -                              | 0                              | 0                              | -         | 0         | 0         | 17    | 19    |
| Sous-total            | Sous-total            | Sous-total                                  | 17          | 19          | 0                     | 0                     | -                              | 0                              | 0                              | -         | 0         | 0         | 17    | 19    |
| 2017                  | Corinthians/Audax     | Campeonato Brasileiro                       | 0           | 0           | 0                     | 0                     | Libertadores                   | 5                              | 2                              | A         | 2         | 0         | 7     | 2     |
| Sous-total            | Sous-total            | Sous-total                                  | 0           | 0           | 0                     | 0                     | -                              | 5                              | 2                              | -         | 2         | 0         | 7     | 2     |
| 2018                  | Ferroviária           | Campeonato Paulista & Campeonato Brasileiro | 26          | 13          | 0                     | 0                     | -                              | 0                              | 0                              | A         | 4         | 0         | 30    | 13    |
| Sous-total            | Sous-total            | Sous-total                                  | 26          | 13          | 0                     | 0                     | -                              | 0                              | 0                              | -         | 4         | 0         | 30    | 13    |
| 2018                  | Iranduba              | Campeonato Brasileiro                       | 0           | 0           | 0                     | 0                     | Libertadores                   | 4                              | 2                              | A         | 2         | 0         | 6     | 2     |
| Sous-total            | Sous-total            | Sous-total                                  | 0           | 0           | 0                     | 0                     | -                              | 4                              | 2                              | -         | 2         | 0         | 6     | 2     |
| 2018-2019             | SC Huelva             | Primera División                            | 15          | 2           | 0                     | 0                     | -                              | 0                              | 0                              | A         | 4         | 0         | 19    | 2     |
| Sous-total            | Sous-total            | Sous-total                                  | 15          | 2           | 0                     | 0                     | -                              | 0                              | 0                              | -         | 4         | 0         | 19    | 2     |
| 2019-2020             | Sporting CP           | Liga BPI                                    | 15          | 15          | 5                     | 3                     | -                              | 0                              | 0                              | A         | 4         | 0         | 24    | 18    |
| 2020-2021             | Sporting CP           | Liga BPI                                    | 21          | 18          | 3                     | 0                     | -                              | 0                              | 0                              | -         | 0         | 0         | 24    | 18    |
| Sous-total            | Sous-total            | Sous-total                                  | 36          | 33          | 8                     | 3                     | -                              | 0                              | 0                              | -         | 4         | 0         | 48    | 36    |
| Total sur la carrière | Total sur la carrière | Total sur la carrière                       | 112         | 130         | 8                     | 3                     | -                              | 12                             | 5                              |           | 43        | 8         | 175   | 146   |

Statistiques actualisées le 6 mai 2021

#### Matchs disputés en coupes continentales
| Matchs | Date             | Stade                                                    | Adversaire             | Résultat         | Minutes | Compétition  | Buts | Tour            | Club              |
| ------ | ---------------- | -------------------------------------------------------- | ---------------------- | ---------------- | ------- | ------------ | ---- | --------------- | ----------------- |
| 1      | 8 décembre 2016  | Estadio Profesor Alberto Supicci, Colonia del Sacramento | Colo-Colo              | 1 – 1            | 90 min  | Libertadores | 0    | Phase de groupe | Ferroviária       |
| 2      | 11 décembre 2016 | Estadio Profesor Alberto Supicci, Colonia del Sacramento | Estudiantes de Guárico | 0 – 1            | 90 min  | Libertadores | 0    | Phase de groupe | Ferroviária       |
| 3      | 14 décembre 2016 | Estadio Profesor Alberto Supicci, Colonia del Sacramento | Unión Española         | 5 – 1            | 90 min  | Libertadores | 1    | Phase de groupe | Ferroviária       |
| 4      | 12 octobre 2017  | Estadio La Arboleda, Asunción                            | Club Sportivo Limpeño  | 0 – 2            | 90 min  | Libertadores | 0    | Phase de groupe | Corinthians/Audax |
| 5      | 14 octobre 2017  | Estadio La Arboleda, Asunción                            | Deportivo ITA          | 6 – 1            | 90 min  | Libertadores | 2    | Phase de groupe | Corinthians/Audax |
| 6      | 17 octobre 2017  | Estadio La Arboleda, Asunción                            | Independiente Santa Fe | 2 – 1            | 60 min  | Libertadores | 0    | Phase de groupe | Corinthians/Audax |
| 7      | 19 octobre 2017  | Estadio Luis Alfonso Giagni, Villa Elisa                 | Cerro Porteño          | 3 – 0            | 17 min  | Libertadores | 0    | 1/2 Finales     | Corinthians/Audax |
| 8      | 21 octobre 2017  | Estadio Arsenio Erico, Asunción                          | Colo-Colo              | 0 – 0 (Pén. 4-5) | 83 min  | Libertadores | 0    | Finale          | Corinthians/Audax |
| 9      | 18 novembre 2018 | Arena da Amazônia, Manaus                                | Flor de Patria         | 1 – 2            | 90 min  | Libertadores | 1    | Phase de groupe | Iranduba          |
| 10     | 24 novembre 2018 | Arena da Amazônia, Manaus                                | UAI Urquiza            | 1 – 1            | 90 min  | Libertadores | 1    | Phase de groupe | Iranduba          |
| 11     | 29 novembre 2018 | Arena da Amazônia, Manaus                                | Atlético Huila         | 1 – 1 (Pén. 1-3) | 90 min  | Libertadores | 0    | 1/2 Finales     | Iranduba          |
| 12     | 2 décembre 2018  | Arena da Amazônia, Manaus                                | Colo-Colo              | 1 – 1 (Pén. 2-0) | 38 min  | Libertadores | 0    | Finale          | Iranduba          |

### En sélection nationale
| Matches officiels de Raquel Fernandes en sélections brésiliennes | Matches officiels de Raquel Fernandes en sélections brésiliennes | Matches officiels de Raquel Fernandes en sélections brésiliennes | Matches officiels de Raquel Fernandes en sélections brésiliennes | Matches officiels de Raquel Fernandes en sélections brésiliennes |
| Club                                                             | V.                                                               | N.                                                               | D.                                                               | Buts                                                             |
| ---------------------------------------------------------------- | ---------------------------------------------------------------- | ---------------------------------------------------------------- | ---------------------------------------------------------------- | ---------------------------------------------------------------- |
| Brésil U17 (- matchs: - %)                                       | - (-%)                                                           | - (-%)                                                           | - (-%)                                                           | - (-%)                                                           |
| Brésil A (43 matchs: - %) (Incomplet)                            | 25 (58.14 %)                                                     | 5 (11.63 %)                                                      | 13 (30.23 %)                                                     | 8 (-%)                                                           |
| Total                                                            | 25 (58.14 %)                                                     | 5 (11.63 %)                                                      | 13 (30.23 %)                                                     | 8                                                                |

#### Buts de Raquel Fernandes en sélection du Brésil
| Sélections | Date              | Stade                                                    | Adversaire        | Résultat | Compétition                | Buts |
| ---------- | ----------------- | -------------------------------------------------------- | ----------------- | -------- | -------------------------- | ---- |
| 10e        | 24 septembre 2014 | Estadio Gonzalo Pozo Ripalda, Quito                      | Équateur          | 0 – 4    | Copa América féminine 2014 | 1    |
| 11e        | 26 septembre 2014 | Estadio Rumiñahui, Sangolquí                             | Argentine         | 6 – 0    | Copa América féminine 2014 | 1    |
| 14e        | 10 décembre 2014  | Estádio Nacional Mané Garrincha, Brasilia                | Argentine         | 4 – 0    | Torneio Internacional 2014 | 1    |
| 21e        | 17 juin 2015      | Stade de Moncton, Moncton                                | Costa Rica        | 1 – 0    | Mondial 2015               | 1    |
| 23e        | 11 juillet 2015   | Stade Tim Hortons, Hamilton                              | Costa Rica        | 0 – 3    | Jeux panaméricains 2015    | 1    |
| 28e        | 9 décembre 2015   | Arena das Dunas, Natal                                   | Trinité-et-Tobago | 11 – 0   | Torneio Internacional 2015 | 1    |
| 31e        | 3 avril 2016      | Complexe sportif VRS António, Vila Real de Santo António | Portugal          | 1 – 3    | Algarve Cup 2016           | 1    |
| 35e        | 23 juillet 2016   | -, Fortaleza                                             | Australie         | 3 – 1    | Amical                     | 1    |

## Palmarès

### Avec laSélection du Brésil U17
- Vice championne du Sudaméricano Sub17 : 1 fois — 2008.

### Avec laSélection du Brésil
- Vainqueur du Torneio Internacional : 3 fois — 2013, 2014 et 2015.
- Vainqueur de la Copa América : 2 fois — 2014 et 2018.
- Médaille de bronze des Jeux panaméricains : 1 fois — 2015.

### Avec laAtlético Mineiro
- Vainqueur du Campeonato Mineiro : 1 fois — 2009.

### Avec laFerroviária
- Vainqueur du Campeonato Paulista : 1 fois — 2013.
- Vainqueur du Championnat du Brésil : 1 fois — 2014.
- Vainqueur de la Coupe du Brésil : 1 fois — 2014.
- Vainqueur du Copa Libertadores : 1 fois — 2015.

### Avec laCorinthians/Audax
- Vainqueur du Copa Libertadores : 1 fois — 2017.

### Avec laIranduba
- Vainqueur du Campeonato Amazonense : 1 fois — 2018.

## Distinctions personnelles et records
- Meilleur buteur du Championnat Paulista : 2013 (22 buts).
- Meilleur buteur du Championnat brésilien : 2014 (17 buts).